# CONCACAF U-20-Meisterschaft der Frauen 2014
Die Endrunde der siebten CONCACAF U-20-Meisterschaft der Frauen wurde in der Zeit vom 9. bis 19. Januar 2014 auf den Cayman Islands ausgetragen. Acht Mannschaften traten zunächst in einer Gruppenphase in zwei Gruppen und danach im K.-o.-System gegeneinander an. Alle Spiele wurden im Truman Bodden Sports Complex in George Town, der Hauptstadt der Cayman Islands, ausgetragen. Das Turnier diente gleichzeitig als Qualifikation für die U-20-Weltmeisterschaft 2014 in Kanada, für die sich die drei bestplatzierten Teams qualifizierten. Kanada war als Ausrichter automatisch für die U-20-Weltmeisterschaft 2014 qualifiziert und nahm daher nicht an der CONCACAF U-20-Meisterschaft 2014 teil. Sieger wurde zum dritten Mal in Folge und zum insgesamt vierten Mal die Mannschaft der USA.

## Qualifikation
Die Cayman Islands waren als Ausrichter automatisch qualifiziert, zudem mussten sich die Mannschaften aus den Vereinigten Staaten und aus Mexiko nicht gesondert qualifizieren. Die übrigen 22 gemeldeten Nationalmannschaften spielten, Vertreter aus Mittelamerika und der Karibik getrennt, in Miniturnieren um die Qualifikation zur CONCACAF U-20-Meisterschaft 2014. Hierbei qualifizierten sich Honduras, Costa Rica und Guatemala aus Mittelamerika, sowie Jamaika und Trinidad und Tobago aus der Karibik. Für Honduras war die Teilnahme am Turnier 2014, ebenso wie für den Gastgeber, eine Premiere in dieser Altersstufe.

## Modus
Bei der Endrunde bildeten die acht Mannschaften zwei Gruppen zu je vier Teams. In der Gruppenphase spielte jede Mannschaft innerhalb der Gruppe einmal gegen jede andere. Für einen Sieg gab es drei Punkte und für ein Unentschieden einen Punkt. Nach Abschluss der Vorrundenspiele qualifizierten sich die Gruppensieger und Gruppenzweiten für das Halbfinale, ab dem das Turnier im K.-o.-System fortgesetzt wurde.

## Spielorte
Einziger Austragungsort war der Truman Bodden Sports Complex in George Town.

## Vorrunde
Die Gruppeneinteilung für die Vorrunde wurde am 5. November 2013 bekanntgegeben. Alle Zeitangaben entsprechen der Ortszeit (MEZ –6 Stunden).

### Gruppe A
| Pl. | Land               | Sp. | S | U | N | Tore    | Diff. | Punkte |
| --- | ------------------ | --- | - | - | - | ------- | ----- | ------ |
| 1.  | Vereinigte Staaten | 3   | 3 | 0 | 0 | 019:000 | +19   | 09     |
| 2.  | Costa Rica         | 3   | 1 | 1 | 1 | 006:800 | −2    | 04     |
| 3.  | Jamaika            | 3   | 0 | 2 | 1 | 001:400 | −3    | 02     |
| 4.  | Guatemala          | 3   | 0 | 1 | 2 | 001:150 | −14   | 01     |

|                                   |   |                    |            |
| Do., 9. Januar 2014 um 17:00 Uhr  |   |                    |            |
| Guatemala                         | – | Jamaika            | 0:0        |
| Do., 9. Januar 2014 um 19:30 Uhr  |   |                    |            |
| Vereinigte Staaten                | – | Costa Rica         | 6:0 (3:0)  |
| Sa., 11. Januar 2014 um 17:00 Uhr |   |                    |            |
| Costa Rica                        | – | Guatemala          | 5:1 (5:0)  |
| Sa., 11. Januar 2014 um 19:30 Uhr |   |                    |            |
| Jamaika                           | – | Vereinigte Staaten | 0:3 (0:2)  |
| Mo., 13. Januar 2014 um 17:00 Uhr |   |                    |            |
| Jamaika                           | – | Costa Rica         | 1:1 (0:1)  |
| Mo., 13. Januar 2014 um 19:30 Uhr |   |                    |            |
| Vereinigte Staaten                | – | Guatemala          | 10:0 (4:0) |

### Gruppe B
| Pl. | Land                | Sp. | S | U | N | Tore    | Diff. | Punkte |
| --- | ------------------- | --- | - | - | - | ------- | ----- | ------ |
| 1.  | Mexiko              | 3   | 3 | 0 | 0 | 019:100 | +18   | 09     |
| 2.  | Trinidad und Tobago | 3   | 2 | 0 | 1 | 006:300 | +3    | 06     |
| 3.  | Honduras            | 3   | 1 | 0 | 2 | 004:120 | −8    | 03     |
| 4.  | Cayman Islands      | 3   | 0 | 0 | 3 | 000:130 | −13   | 0      |

|                                   |   |                     |            |
| Fr., 10. Januar 2014 um 17:00 Uhr |   |                     |            |
| Honduras                          | – | Trinidad und Tobago | 0:2 (0:1)  |
| Fr., 10. Januar 2014 um 19:30 Uhr |   |                     |            |
| Cayman Islands                    | – | Mexiko              | 0:6 (0:4)  |
| So., 12. Januar 2014 um 17:00 Uhr |   |                     |            |
| Mexiko                            | – | Honduras            | 10:1 (4:0) |
| So., 12. Januar 2014 um 19:30 Uhr |   |                     |            |
| Cayman Islands                    | – | Trinidad und Tobago | 0:4 (0:3)  |
| Di., 14. Januar 2014 um 17:00 Uhr |   |                     |            |
| Trinidad und Tobago               | – | Mexiko              | 0:3 (0:1)  |
| Di., 14. Januar 2014 um 19:30 Uhr |   |                     |            |
| Cayman Islands                    | – | Honduras            | 0:3 (0:0)  |

## Finalrunde
Alle Zeitangaben entsprechen der Ortszeit (MEZ –6 Stunden).

### Halbfinale
|                                   |   |                     |           |
| Fr., 17. Januar 2014 um 16:00 Uhr |   |                     |           |
| Vereinigte Staaten                | – | Trinidad und Tobago | 6:0 (4:0) |
| Fr., 17. Januar 2014 um 19:00 Uhr |   |                     |           |
| Mexiko                            | – | Costa Rica          | 3:1 (1:1) |

### Spiel um Platz 3
|                                   |   |                     |                      |
| So., 19. Januar 2014 um 16:00 Uhr |   |                     |                      |
| Costa Rica                        | – | Trinidad und Tobago | 7:3 n. V. (3:3, 1:3) |

### Finale
|                                   |   |        |           |
| So., 19. Januar 2014 um 19:00 Uhr |   |        |           |
| Vereinigte Staaten                | – | Mexiko | 4:0 (1:0) |

## Beste Torschützinnen
| Platz | Spielerin           | Tore |
| ----- | ------------------- | ---- |
| 1     | McKenzie Meehan     | 6    |
| 1     | Tanya Samarzich     | 6    |
| 3     | Savannah Jordan     | 5    |
| 4     | Lindsey Horan       | 4    |
| 4     | Anique Walker       | 4    |
| 4     | Paloma Zermeño      | 4    |
| 7     | Jazmin Aguas Orozco | 3    |
| 7     | Mallory Weber       | 3    |
| 7     | Nicole Pamela Araya | 3    |
| 7     | Stephanie Amack     | 3    |

Stand: 20. Januar 2014